# Centralny Bank Filipin
Centralny Bank Filipin (BSP; fil. Bangko Sentral ng Pilipinas, ang. Central Bank of the Philippines, hiszp. Banco Central de Filipinas) – bank centralny na Filipinach, który sprawuje kontrolę nad polityką pieniężną państwa. Bank został założony w 1949 roku, ale bankiem centralnym stał się w 1993 na podstawie Nowej Ustawy o Banku Centralnym uchwalonej przez Kongres Filipin.

## Organizacja
Bank Centralny Filipin składa się z czterech części:
- Zarząd Pieniężny (Monetary Board) – władza główna Banku Centralnego, która nadzoruje realizację polityki pieniężnej Filipin jak również zagwarantowania stabilności pesa filipińskiego[2].
- Sektor Stabilności Pieniężnej (Monetary Stability Sector) – sektor odpowiedzialny za kształtowanie polityki pieniężnej, w tym obsługę potrzeb innych banków[2].
- Sektor Nadzoru i Badań (Supervision and Examination Sector) – sektor odpowiedzialny za wykonywanie regulacji bankowych na Filipinach, jak również za zgodności innych banków z tymi regulacjami[2].
- Sektor Zarządzania Zasobami (Resource Management Sector) – sektor odpowiedzialny za potrzeby ludzkie, finansowe i fizycznie Banku Centralnego[2].

Gubernatorem Banku Centralnego jest Amando G. Tetangco Jr., który został powołany przez byłą prezydent Gloria Macapagal-Arroyo w 2005 roku.